# Aincourt
Aincourt egy község Franciaországban. Lakosainak száma 870 fő (2022. január 1.).

## Földrajza
Aincourt Maudétour-en-Vexin, Drocourt, Lainville-en-Vexin, Sailly, Arthies, Saint-Cyr-en-Arthies és Villers-en-Arthies községekkel határos.

## Népessége
| Lakosok száma | 939  | 934  | 916  | 901  | 887  | 879  | 874  | 870  |
|               | 2013 | 2015 | 2017 | 2018 | 2019 | 2020 | 2021 | 2022 |